# Lindel Frater
Pour les articles homonymes, voir Frater.
Lindel Frater (né le 13 novembre 1977 dans la paroisse de Trelawny) est un ancien athlète jamaïcain, spécialiste du sprint.
Lors des Jeux olympiques de 2000, il atteint la demi-finale et termine 4e du relais 4 × 100 m dans le temps record de 38 s 20. C'est le frère de Michael Frater.